# استونی در المپیک تابستانی ۲۰۰۸
استونی در بازی‌های المپیک تابستانی ۲۰۰۸ که در شهر پکن، چین برگزار شده با ۴۷ ورزشکار شامل ۳۴ مرد و ۱۳ زن در سیزده رشته ورزشی شرکت کرده‌است.
استونی با ۱ مدال طلا و ۱ نقره در رده چهل و ششم رده‌بندی مدال‌ها قرار گرفته‌است

## مدال‌آوران
| مدال | نام                       | ورزش        | رویداد        |
| ---- | ------------------------- | ----------- | ------------- |
| طلا  | گرد کانتر                 | دو و میدانی | پرتاب دیسک    |
| نقره | یوری یانسون تونو اندرکسون | روئینگ      | دونفره دوپارو |